# Thorstein Helstad
Thorstein Helstad (* 28. April 1977 in Hamar) ist ein norwegischer ehemaliger Fußballspieler.

## Karriere
Der Stürmer begann seine Karriere als Jugendspieler bei Fart/Vang, einem kleinen Verein aus seiner Heimatstadt Hamar. Bald folgte der Wechsel innerhalb der Stadt Hamar zum weitaus größeren Verein Ham-Kam. Nach starken Leistungen in der norwegischen ersten Liga für Ham-Kam zog er das Interesse mehrerer norwegischen Erstligisten auf sich.
Helstad entschied sich für Brann Bergen, für die er im Jahr 1998 in der norwegischen ersten Liga debütierte.
Bei Brann Bergen avancierte Helstad zum Jungstar. In der Saison 2000 wurde er zum ersten Mal Torschützenkönig in der Tippeligaen, es folgte die erste Einberufung in die norwegische Fußballnationalmannschaft.
Am Ende der Saison 1999 hatte Helstad das Interesse mehrerer europäischer Vereine auf sich gezogen. Es folgte ein monatelanges Transferhickhack um den Wechsel des Stürmers. Im Mai 2000 gab der damalige Leeds-United-Manager David O’Leary das erste offizielle Angebot von drei Millionen £ für Helstad ab, das Brann Bergen ablehnte. O’Leary, der mit Alf-Inge Haaland und Eirik Bakke bereits zwei weitere norwegische Nationalspieler in seiner Mannschaft hatte, machte keinen Hehl daraus Helstad als Wunschspieler verpflichten zu wollen, wodurch Brann den Preis nach oben treib. Als man sich im Sommer nicht über die Ablösesumme einig wurde, entschied Brann, dass Helstad die Saison in Norwegen zu Ende spielen sollte. Nach Ende der Saison im November 2000 gab Bergen Helstadt, der sich mit Leeds United schon lange über die Vertragsmodalitäten einig war, die Erlaubnis bei Leeds United mitzutrainieren. Der Wechsel sollte nun gemeinsam mit seinem Teamkollegen bei Brann Bergen und in der norwegischen U-21-Nationalmannschaft Azar Karadaş erfolgen. Nachdem Brann aber einen Antrag von Leeds, die beiden Spieler in einem Reserve-League-Spiel einzusetzen mit dem Hinweis auf die Verletzungsgefahr ablehnte scheiterte der Wechsel.
Zurück in Norwegen konnte Helstad sofort wieder an die guten Leistungen der Vergangenheit anknüpfen. Er wurde mit 17 Toren in 23 Spielen zum zweiten Mal norwegischer Torschützenkönig und gewann zudem den Kniksenprisen für den besten Stürmer.
Im Sommer 2002 wechselte Helstad im Doppelpack mit seinem Mannschaftskollegen Raymond Kvisvik nach Österreich zu FK Austria Wien. Die Austria agierte zu dieser Zeit oft mit einem 4-3-3 System, wobei die Position des Mittelstürmers für den damaligen Top-Goalgetter Sigurd Rushfeldt (68 Tore in 124 Spielen für die Austria) reserviert war. Somit blieb Helstad meist nur die ungeliebte Position des Außenstürmers, worunter seine Torausbeute deutlich litt. Trotzdem war Helstad meist Stammspieler und gewann mit der Austria das Liga-Double.
Im Sommer 2004 erfolgte der Wechsel zu Rosenborg Trondheim. Austria Wien wollte Helstad, der inzwischen aufgrund seiner technischen Fähigkeiten zum Publikumsliebling geworden war, zwar auf keinen Fall abgeben, doch Helstad drängte aufgrund privater Gründe auf einen Wechsel zurück in die Heimat. Somit erteilte Austria Wien Helstad die Freigabe und er wechselte für € 650.000 zu Rosenborg Trondheim. Helstad spielte somit wie Rushfeldt sowohl bei Austria Wien als auch bei Rosenborg Trondheim. Bei Rosenborg wurde Helstad wieder als Mittelstürmer eingesetzt, woraufhin seine Torausbeute wieder rasant anstieg. Helstad spielte mit Rosenborg Trondheim in der UEFA Champions League und gewann 2004 und 2006 den norwegischen Meistertitel.
In der Saison 2006 kam es abermals zu einem Wechsel nach Bergen zum SK Brann. Die Ablösesumme blief sich auf ca. 500.000 Euro.
In Bergen avancierte Helstad endgültig zum norwegischen Starstürmer und gewann 2007 ein weiteres Mal den norwegischen Meistertitel und wurde im selben Jahr zum insgesamt dritten Mal Torschützenkönig mit 22 Toren in 24 Spielen. In der Saison 2006 konnte Helstad den ewigen Torrekord seines Trainers Mons Ivar Mjelde für Brann Bergen einstellen. Er ist somit der Vereinsrekordtorschütze (89 Erstligatore für Brann Bergen).
In der Saison 2008 führte Helstad mit elf Toren in zwölf Spielen die Torschützenliste der Tippeligaen an, bevor es zu einem weiteren Auslandswechsel kam.
Am 30. Juli 2008 gab der französische Erstligist UC Le Mans die Verpflichtung des Spielers bekannt. Über die Ablösesumme wurde zwischen SK Brann und UC Le Mans Stillschweigen vereinbart.

## Nationalmannschaft
Für die norwegische U-21-Nationalmannschaft absolvierte Helstad 30 Länderspiele, in denen er fünf Tore schoss.
Nach seinem Debüt im Jahre 2000 absolvierte Helstad bis heute 27 A-Länderspiele für Norwegen. Ihm gelangen dabei neun Tore. Die Teilnahme an einem großen Fußballturnier blieb ihm bis heute verwehrt. Derzeit ist Helstad Stammspieler in der norwegischen Nationalmannschaft.
Helstad ist Inhaber der "Goldenen Uhr". Diese wird jedem norwegischen Nationalspieler verliehen, der 25 A-Mannschaftseinsätze absolviert hat.

## Titel und Erfolge

### Im Verein
- Norwegischer Meister: 2004, 2006, 2007
- Österreichischer Meister: 2003
- Österreichischer Cup-Sieger: 2003

### Als Spieler
- Kniksenprisen – Bester Stürmer:  2000, 2007
- Torschützenkönig Tippeligaen: 2000, 2001, 2007